# Jakelj
Jakelj je priimek v Sloveniji, ki ga je po podatkih Statističnega urada Republike Slovenije na dan 1. januarja 2010 uporabljalo 86 oseb.

## Znani nosilci priimka
- Blaž Jakelj, diplomant vizualnih komunikacij, poznavalec digitalnih trendov na področju grafičnega oblikovanja
- Cilka Jakelj, prof. ljutomerske gimnazije, gledališka mentorica
- Gregorij Jakelj (1842—1920), župnik, cerkveno-glasbeni pisec, glasbeni - zborovski pedagog
- Gregor Jakelj (1907—1980), veterinar, pospeševalec živinoreje (konjereje, čebelarstva)
- Peter Jakelj - Smerinjekov (1886—1979), ljudski pripovedovalec (Josipu Vandotu povedal zgodbe o Kekcu)
- Valentin Jakelj